# They Shall Not Grow Old
They Shall Not Grow Old (em português: Eles não envelhecerão) é um filme documentário lançado em 2018. Dirigido e produzido por Peter Jackson, foi criado usando filmes originais da Primeira Guerra Mundial dos arquivos do Museu Imperial da Guerra, de Londres, em sua maioria nunca antes exibidos em público e com mais de cem anos de idade na época do lançamento. Seu áudio é proveniente de entrevistas, conduzidas pela BBC e pelo Museu Imperial da Guerra, de militares britânicos que lutaram no conflito. A maioria das imagens foi colorizadas e transformada com técnicas modernas de produção, com a adição de efeitos sonoros e dublagem, a fim de que fossem mais evocativas e demonstrassem mais proximamente as experiências reais dos soldados no conflito. 
É o primeiro documentário de Jackson como diretor, embora tenha dirigido o mocumentário Forgotten Silver, em 1995, e produzido o documentário West of Memphis, sobre os West Memphis Three, em 2012. Jackson, cujo avô (a quem o filme é dedicado) lutou na guerra, pretendia que o filme fosse uma experiência imersiva de "como era ser um soldado" na Primeira Guerra Mundial, e não um relato dos eventos do conflito. A fim de produzir o filme, a equipe de Jackson analisou seiscentas horas de entrevistas, de duzentos veteranos, e cem horas de filmagem original. O título foi inspirado na frase "Eles não envelhecerão, como nós, a quem foi permitido envelhecer", do poema de 1914 For the Fallen, de Laurence Binyon. 
Eles não envelhecerão estreou simultaneamente no Festival de Cinema de Londres e em cinemas selecionados do Reino Unido, em 16 de outubro de 2018, antes de ser exibido na BBC Two em 11 de novembro de 2018 (centésimo aniversário do armistício de 11 de novembro de 1918). Também recebeu um lançamento limitado nos EUA em 17 de dezembro. Após seu sucesso inicial de bilheteria, o filme recebeu um amplo lançamento em fevereiro de 2019 (o lançamento do filme nos cinemas foi realizado pela Warner Bros.). Foi aclamado pela crítica por seu trabalho de restauração, atmosfera imersiva e retrato de guerra, e recebeu uma indicação ao BAFTA de Melhor Documentário.

## Produção
O filme foi co-encomendado pelo projeto 14-18 NOW do governo britânico, responsável por fortalecer a memória pública sobre a Primeira Guerra Mundial na ocasião do centenário do seu fim, e o Museu Imperial da Guerra, em associação com a BBC, que abordou Jackson em 2015. Segundo Jackson, a equipe do They Shall Not Grow Old revisou seiscentas horas de entrevistas da BBC e do Museu, e cem horas de filmagens originais do Museu, para fazer o filme. As entrevistas retratavam duzentos veteranos, com o áudio de 120 delas sendo usado no filme. Após receber as filmagens, Jackson decidiu que o filme não apresentaria narração tradicional e, em vez disso, apresentaria apenas trechos em áudio dos soldados falando sobre suas memórias de guerra, a fim focar o filme nos próprios soldados; pelo mesmo motivo, ele raramente mostra datas ou nomes de locais. 

Sobre o filme, Jackson declarou ter decidido não identificar os soldados no filme pois  
"havia tantos deles que os nomes surgiam na tela toda vez que uma voz aparecia. De certa forma, tornou-se um filme anônimo e agnóstico. Também removemos quaisquer referências a datas e lugares, porque eu não queria que o filme fosse sobre esse dia aqui ou aquele dia lá. Existem centenas de livros sobre tudo isso. Eu queria que o filme fosse uma experiência humana e fosse agnóstico dessa maneira. [...] Eu não queria histórias individuais sobre indivíduos. Eu queria que fosse o que acabou sendo: 120 homens contando uma única história. Isso é: como era ser um soldado britânico na frente ocidental?". 
Em outra entrevista, ele notou que esses soldados "viram uma guerra em cores, eles certamente não a viram em preto e branco. Eu queria estender meus braços através da neblina do tempo e trazer esses homens para o mundo moderno, para que mais uma vez eles possam recuperar a sua humanidade – em vez de serem vistos apenas como figuras do tipo Charlie Chaplin nos filmes antigos conservados em arquivos". O avô paterno de Jackson, o sargento William Jackson, a quem o filme é dedicado, era britânico e lutou na Primeira Guerra Mundial. Peter cresceu com seu pai lhe contando as histórias de guerra de seu avô. Jackson afirmou que depois de fazer o filme, ele agora tinha "uma maior compreensão do que meu avô vivenciou". 
Jackson não recebeu nenhum pagamento pela produção do filme.  Embora apenas uma pequena parte tenha sido usada, a equipe de Jackson restaurou visualmente todas as cem horas de filmagem que o Museu Imperial da Guerra a enviara, sem qualquer custo, "apenas para deixar o arquivo em melhor forma".
Foi produzido pela WingNut Films com a House Productions como produtor executivo, e foi apoiado pela Loteria Nacional do Reino Unido através do Heritage Lottery Fund e do Departamento de Digital, Cultura, Mídia e Esporte.

## Música
A música foi composta pelo trio neozelandês Plan 9, formado por David Donaldson, Steve Roche e Janet Roddick.
Os créditos finais do filme apresentam uma versão estendida da música "Mademoiselle from Armentières", que foi particularmente popular durante a guerra. Jackson decidiu no final da produção usar a música e havia pouco tempo para reunir artistas. Em vez de homens não britânicos tentarem cantar com sotaque britânico, falantes nativos a serviço do governo do Reino Unido foram recrutados no Alto Comissariado Britânico na Nova Zelândia. 

## Lançamento
O filme estreou em 16 de outubro de 2018 como uma apresentação especial no BFI London Film Festival, ao mesmo tempo em que foi lançado em vários cinemas selecionados em todo o país; cópias também foram enviadas para escolas do Reino Unido no mesmo dia. O filme foi exibido simultaneamente em 2D e 3D em cinemas, escolas e locais especiais em todo o Reino Unido. O simulcast incluiu uma sessão de perguntas e respostas especiais com Jackson, realizada pelo crítico de cinema Mark Kermode. 
O filme foi transmitido pela BBC Two em 11 de novembro de 2018, centenário do armistício de 11 de novembro de 1918. Para acompanhar o filme, um episódio especial da série de documentários What Do Artists Do All Day?, que acompanhou Peter Jackson fazendo o filme, foi ao ar no dia seguinte, na BBC Four.
O filme recebeu um lançamento especial nos Estados Unidos, em 17 e 27 de dezembro de 2018. A Warner Bros lançou-o em Nova Iorque, Los Angeles e Washington, em 11 de janeiro de 2019, com planos de expandir para 25 mercados em 1 de fevereiro. Por não ter cumprido o prazo de inscrição de 1 de outubro de 2018, o filme foi considerado inelegível para consideração pelo Oscar de Melhor Documentário no 91º Oscar; porque é um filme de 2018, também não foi elegível para a cerimônia do ano seguinte.

## Recepção
Eles não envelhecerão arrecadou dezoito milhões de dólares americanos nos Estados Unidos e no Canadá e 2,5 milhões em outros territórios, totalizando 20,4 milhões de dólares americanos em todo o mundo.  

### Crítica
Na revisão agregador Rotten Tomatoes, o filme mantém uma taxa de aprovação de 100% baseado em 138 comentários, com uma classificação média de 8,67/10. O consenso crítico do site diz: "Uma conquista técnica impressionante com um impacto emocional arrasador, Eles não envelhecerão presta uma homenagem cinematográfica brilhante ao sacrifício de uma geração". Em Metacritic, que atribui uma classificação normalizada com base em críticas, o filme tem uma pontuação média ponderada de 91 de um total de cem, com base em 26 críticas, indicando "aclamação universal".
Dando ao filme uma classificação de cinco estrelas, Peter Bradshaw, em sua crítica no The Guardian, descreveu o filme como "um experimento mental visualmente impressionante", dizendo que "o efeito [por ele produzido] é eletrizante".
Guy Lode, de Variety, chamou o filme de "um deslumbramento técnico com um traço surpreendentemente humano", afirmando Eles não envelhecerão impressiona por sua eficaz animação de cenas de batalha a partir de filmes degradados, mas que sua maior revelação é seu aspecto humano. "Através da transformação exaustiva completada pela equipe de Jackson, imagens que estavam praticamente indistinguíveis assumem forma, caráter e traços de preocupação, terror e hilaridade ocasional. Em conjunto com a narrativa intricadamente costurada do filme, seus soldados passam de estatísticas frias para seres humanos quentes e trêmulos, conduzindo-nos com renovada empatia em uma Grande Guerra".
Stephen Dalton, do The Hollywood Reporter, afirmou que o filme "sugere novos métodos cinematográficos para resgatar a história dos livros de história, humanizando e dramatizando histórias verdadeiras com uma injeção modesta de artifício [...]. Alguns críticos podem se opor a como Jackson simplifica e costura eventos reais, retirando detalhes específicos, sem oferecer comentários sociopolíticos mais amplos sobre a guerra. Mas, como uma cartilha imersiva sobre as experiências em primeira mão dos soldados britânicos, este documentário inovador é uma lição assustadora, comovente e envolvente, de forma consistente, sobre como dar vida ao passado vividamente." Mike McCahill, do IndieWire, deu ao filme uma nota B, considerando que "o extenso projeto de restauração do cineasta nem sempre oferece novas informações, mas consegue criar uma nova visão dos horrores da Primeira Guerra Mundial".
 

A resposta não foi universalmente positiva, no entanto, e arquivistas e historiadores do cinema levantaram preocupações sobre como o filme suprimiu os cineastas originais e manipulou a imagem através de cores e outras técnicas, e sugeriram que os filmes originais (muitos das quais foram extensivamente restaurados pelos arquivos da IWM) estavam em mau estado.